# Echo des Ostens
Echo des Ostens (Eco del Este) fue un diario publicado en Königsberg. Fue el periódico del distrito de Prusia Oriental del Partido Comunista de Alemania desde 1922 hasta 1933 cuando fue prohibido. Echo des Ostens sustituyó a un periódico anterior publicado por el partido comunista en Königsberg, a saber Die rote Fahne des Ostens. Durante algún tiempo, hasta 1926, Martin Hoffmann fue redactor jefe de Echo des Ostens. En 1930, el diario tenía una circulación estimada de 22.800. Entre los periodistas de Echo des Ostens destaca el político comunista Oskar Seipold.